# Buenavista, Mexquitic de Carmona
Buenavista är en ort i Mexiko.   Den ligger i kommunen Mexquitic de Carmona och delstaten San Luis Potosí, i den centrala delen av landet, 400 km nordväst om huvudstaden Mexico City. Buenavista ligger 1 929 meter över havet och antalet invånare är 228.
Terrängen runt Buenavista är platt åt sydost, men åt nordväst är den kuperad. Runt Buenavista är det tätbefolkat, med 570 invånare per kvadratkilometer. Närmaste större samhälle är San Luis Potosí, 16,7 km söder om Buenavista. Omgivningarna runt Buenavista är i huvudsak ett öppet busklandskap.